# Lepa Mladjenovic
Lepa Mladjenovic (Serbian (Latin script): Lepa Mlađenović)  (Belgrad, 9 de novembre de 1954) és una activista feminista, lesbiana i pacifista, pionera de la Segona onada de teoria feminista. És assessora de dones supervivents de violència masclista o lesbofòbia, organitzadora de tallers, escriptora i membre de xarxes internacionals que es preocupen pels drets de les lesbianes i la violència masclista.

## Biografia
Va nàixer a Belgrad el 1954. Passava les vacances d'estiu de la seua infantesa a Sarajevo i la mar Adriàtica. Des del 2017 viu a Belgrad.

### Trajectòria activista

#### Alternatives a la psiquiatria
Es llicencià en el Departament d'Estudis de Psicologia de la Facultat de Filosofia de la Universitat de Belgrad al 1980. Com a estudianta, s'oposà al sistema educatiu escrivint cartes de protesta al professorat criticant les normes que no apoderaven l'alumnat. El primer moviment social en què participà fou la Xarxa d'Alternatives a la Psiquiatria, l'objectiu de la qual era reformar la psiquiatria per la seua violència i exclusió. Coorganitzà "Psiquiatria i societat", una conferència internacional durant tres dies el 1983 al centre cultural estudiantil de Belgrad. Després fou voluntària en centres de salut mental de Trieste i va escriure sobre psiquiatria democràtica a Itàlia i els centres de teràpia de l'Associació Arbours de Londres, que s'estengueren a partir del moviment antipsiquiàtric.

#### Activisme feminista i contra la guerra
El seu activisme feminista començà al 1978 quan va participar en DRUG-ca Žena (Camarades Dones), la primera conferència internacional de dones organitzada per feministes del centre cultural estudiantil de Belgrad. El 1982, va coorganitzar el grup feminista Dones i Societat de Belgrad. Més tard, va organitzar un grup feminista com una part de Dones i Societat que es basava en un model d'autoconsciència.
Participà en la primera reunió iugoslava feminista a Ljubljana el 1987, organitzada pel grup LILIT i el grup lèsbic LILIT LL d'Eslovènia. L'aplec encoratjava la sororitat, els intercanvis, l'activisme, els debats sobre violència masclista, salut reproductiva de les dones, l'art i la cultura i les primeres iniciatives per a l'organització de lesbianes. Amb altres activistes de Dones i Societat, cofundà Línia Directa SOS per a Dones i Criatures Víctimes de Violència de Belgrad el 1990 i fou consellera de supervivents de violència masclista. També ha treballat amb dones víctimes de la guerra.
El 1991 es va unir a Staša Zajović i a altres activistes feministes contra la guerra per a fundar Dones de negre, i en feren el primer aplec el 9 d'octubre del 1991. Començaren amb vigílies setmanals en protesta contra el règim serbi i després s'integraren en la xarxa mundial Dones de negre.
Fou assessora del 1992 al 2012, treballant amb dones víctimes de violència masclista a Bòsnia i Hercegovina, Croàcia i Hongria. El 1993, juntament amb altres voluntàries feministes de la Línia Directa SOS, fundaren Autonomni Ženski Centar AŽC (el Centre Autònom de Dones); fou psicòloga i coordinadora de l'equip d'assessorament del centre fins al 2011. Ha organitzat molts tallers per a dones víctimes de violència masclista des del 2000, i facilita tallers d'alfabetització emocional per a activistes (particularment lesbianes) als Balcans. Treballa a Itàlia amb l'ONG Donne in Repti contro la violenza, i ha publicat un article sobre assessorament feminista per a la violència masclista.

### Activisme lèsbic
Lepa Mladjenovic i Suzana Tratnik foren participants de Iugoslàvia en la conferencia del Servei Internacional d'Informació Lèsbica del 1986 a Ginebra. Ella, Dejan Nebrigić i altres activistes fundaren Arkadia, la primera organització de gais i lesbianes de Belgrad, el 1990; el grup estigué actiu fins al 1997. Fou la primera lesbiana de Sèrbia que isqué de l'armari durant una transmissió de televisió pública (el 1994); parlà sobre gais i lesbianes i representà el grup Arkadia. Ella i altres activistes d'Arkadia formaren Labris, la primera organització de lesbianes, l'any següent. El 2001, descrigué aquesta experiència:
Com a part de Labris, organitzà i participà en la primera Setmana Lèsbica d'Eslovènia el 1997 (organitzada pel grup lèsbic eslové Kasandra). Van participar quaranta-cinc persones de Novi Sad, Maribor, Skopje, Belgrad, Zagreb, Pristina, Split i Ljubljana. La segona Setmana Lèsbica es realitzà a Sombor el 2000, i la tercera (totes dues organitzades per Labris) a Novi Sad el 2004. La quarta Setmana Lèsbica es feu al 2011.
Coorganitzà l'Orgull de Belgrad del 2001. Ella i diverses altres conselleres lesbianes crearen la línia d'assessorament SOS per a lesbianes el 2012, i en feu tallers i en fou consellera psicològica a partir del 2017.

## Publicacions
Del 1992 al 2012, Lepa Mladjenovic ha estat membre i professora del Centre d'Estudis de les Dones de Belgrad. Ha escrit assaigs sobre violacions de guerra, violència contra les dones, drets de les lesbianes, lesbianes en temps de guerra, femicidis, l'enfocament feminista de la justícia transicional, la sororitat i l'alfabetització emocional. "Polítiques de solidaritat de les dones",

## Premis i reconeixements
Li atorgaren el Premi Felipa de Souza, d'OutRight Action International, per la seua lluita pels drets humans LGBT el 1994 en una celebració de l'Orgull a Nova York. En rebre el premi, va dir: "El lloc del qual vinc no és la nació on vaig nàixer, sinó un país lèsbic perdut que mai vaig tenir, però aconseguiré crear-lo siga com siga".
L'Organització de Lesbianes Novi Sad (NLO) la honorà el 2011 obrint una sala de lectura lesbiana, feminista i antifeixista radical que duu el seu nom.
Va rebre el premi Anne Klein Women's Award 2013, de la Fundació Heinrich Böll. Lepa Mladjenovic dugué 22 activistes lesbianes de la regió a la cerimònia de lliurament a Berlín com a part d'una visita d'estudi sobre lesbianes.